# Kultiration
Kultiration es una banda sueca de música reggae formada en la ciudad de Goteborg. Se caracteriza por la mezcla de estilos y sonidos, con claras influencias del jazz y la música popular, lo que les ha valido amplia audiencia en Suecia.
El cantante de Kultiration, Marcus Berg, lanzó en febrero de 2007 un álbum en solitario: Markendeya. En 2009, el grupo lanzó su homónimo y último trabajo hasta el momento.

## Miembros
- Daniel Wejdin - Contrabajo
- Johan Jansson - Batería
- Nils Dahl - Teclados
- Jonathan Larsson - Acordeón
- Anders Augustson - Guitarra
- David Byström - Trombón
- Johan Asplund - Trompeta
- Livet Nord- Violín
- Camilla Åström - Acordeón
- Marcus Berg - Voz

## Discografía
- Om Gaia (2004)
- Grogrund (2005)
- Kultiration möter Internal Dread (2006)
- Kultiration Is Alive (2006)
- Döden föder (2007)
- Döden föder dub (2007) (sólo vinilo)
- Kultiration (2009)

- Datos: Q10549944